# 宮城野原站
宮城野原站（日语：／ Miyaginohara eki */?）是位於宮城縣仙台市宮城野區宮城野二丁目4番1號，東日本旅客鐵道（JR東日本）的仙石線車站。

## 歷史
- 1926年（大正15年）1月1日：宮城電氣鐵道（日语：宮城電気鉄道）車站啟用[1]。
- 1944年（昭和19年）5月1日：宮城電氣鐵道被國有化，成為運輸通信省車站。
- 1987年（昭和62年）4月1日：伴隨國鐵分割民營化，車站由東日本旅客鐵道（JR東日本）營運[2]。
- 2000年（平成12年）3月11日：車站地下化。車站向東南方遷移150米。
- 2002年（平成14年）12月19日：引入自動閘機（日语：自動改札機）。
- 2003年（平成15年）10月26日：此站開始可以使用IC卡「Suica」[3]。
- 2010年（平成22年）3月26日：引入發車音樂[4]。
- 2013年（平成25年）4月1日：由直營車站變為業務委託車站。

## 車站構造
此站是地下車站，設有1面2線的島式月台。在車站地下化前，此站設有2面2線的相對式月台，2號月台（仙台方向）在早上設有臨時檢票口。
由於此站鄰近東北樂天金鷲主場館宮城球場（樂天生命Park宮城）。因此兩月台牆上塗上了吉祥物Clutchina。車站大堂和靠近球場出入口的塗上了深紅色牆身和團隊徽標。
另外，在2010年3月26日引入了發車音樂。音樂使用了樂天球隊歌曲。
此站由仙台地區中心管理的業務委託車站，委托了JR東日本東北綜合服務負責車站業務。車站設有綠色窗口、自動售票機（設有多功能售票機）和自動閘機。在設置自動閘機前，此站設有檢票口和售票櫃臺位於同一處。在引入自動閘機後，與售票櫃臺分離。
此站在JR特定都區市內制度內為「仙台市內」車站。

### 月台
| 月台 | 路線    | 上下行 | 方向               |
| ---- | ------- | ------ | ------------------ |
| 1    | ■仙石線 | 下行   | 松島海岸、石卷方向 |
| 2    | ■仙石線 | 上行   | 仙台、青葉通方向   |

參考

## 使用狀況
根據「JR東日本」，2019年度（令和元年度）1日平均乘車人次為6,155人。
在2005年，東北樂天金鷲成為職業棒球隊伍。此站鄰近東北樂天的本場館宮城球場（現時：樂天生命Park宮城），因此車站使用人次有所增加。在比賽日當天，設有臨時列車行走於青葉通站至小鶴新田站之間。
| 乘車人次變化       | 乘車人次變化     | 乘車人次變化    |
| 年度               | 1日平均 乘車人次 | 參考資料        |
| ------------------ | ---------------- | --------------- |
| 1998年（平成10年） | 4,944            |                 |
| 1999年（平成11年） | 4,936            |                 |
| 2000年（平成12年） | 5,469            | [ 利用客数 2 ]  |
| 2001年（平成13年） | 5,271            | [ 利用客数 3 ]  |
| 2002年（平成14年） | 4,968            | [ 利用客数 4 ]  |
| 2003年（平成15年） | 4,881            | [ 利用客数 5 ]  |
| 2004年（平成16年） | 4,816            | [ 利用客数 6 ]  |
| 2005年（平成17年） | 5,581            | [ 利用客数 7 ]  |
| 2006年（平成18年） | 5,478            | [ 利用客数 8 ]  |
| 2007年（平成19年） | 5,701            | [ 利用客数 9 ]  |
| 2008年（平成20年） | 5,772            | [ 利用客数 10 ] |
| 2009年（平成21年） | 5,648            | [ 利用客数 11 ] |
| 2010年（平成22年） | 5,429            | [ 利用客数 12 ] |
| 2011年（平成23年） | 沒有發表         |                 |
| 2012年（平成24年） | 5,244            | [ 利用客数 13 ] |
| 2013年（平成25年） | 6,099            | [ 利用客数 14 ] |
| 2014年（平成26年） | 6,087            | [ 利用客数 15 ] |
| 2015年（平成27年） | 6,279            | [ 利用客数 16 ] |
| 2016年（平成28年） | 6,261            | [ 利用客数 17 ] |
| 2017年（平成29年） | 6,275            | [ 利用客数 18 ] |
| 2018年（平成30年） | 6,070            | [ 利用客数 19 ] |
| 2019年（令和元年） | 6,155            | [ 利用客数 1 ]  |

1日平均乘車人次圖表（單位：人/日）

## 車站周邊
- 宮城野原公園綜合運動場（日语：宮城野原公園総合運動場） - 步行5分鐘
  - 宮城球場（樂天生命Park宮城）
  - 仙台市陸上競技場（日语：仙台市陸上競技場）（弘進橡膠 運動員公園仙台）
- 國立醫院機構仙台醫療中心（日语：国立病院機構仙台医療センター） - 步行5分鐘
- 仙台國立醫院前郵局
- 仙台育英学园高等学校 - 步行1分鐘
- 秀光中等教育學校（日语：秀光中等教育学校）〔與仙台育英學園屬同一學校法人和使用同一校舍〕- 步行1分鐘
- JR巴士東北分店（日语：ジェイアールバス東北仙台支店） - 步行5分鐘
- JR貨物東北本線宮城野貨物支線：仙台貨物總站（日语：仙台貨物ターミナル駅） - 步行5分鐘
- 苦竹之乳銀杏（國家自然紀念物） - 步行10分鐘
- 仙台東年金事務所 - 步行5分鐘
- 仙台市立仙台大志高等學校（日语：仙台市立仙台大志高等学校） - 步行10分鐘

## 相鄰車站
東日本旅客鐵道（JR東日本）
■仙石線
榴岡－宮城野原－陸前原之町

## 注腳

### 使用狀況
1. 1 2  . 東日本旅客鐵道.   [2020-07-12]. （原始内容存档于2020-07-10） （日语）.
2. ↑  . 東日本旅客鐵道.   [2019-02-10]. （原始内容存档于2019-03-28） （日语）.
3. ↑  . 東日本旅客鐵道.   [2019-02-10]. （原始内容存档于2019-03-28） （日语）.
4. ↑  . 東日本旅客鐵道.   [2019-02-10]. （原始内容存档于2019-03-28） （日语）.
5. ↑  . 東日本旅客鐵道.   [2019-02-10]. （原始内容存档于2019-03-28） （日语）.
6. ↑  . 東日本旅客鐵道.   [2019-02-10]. （原始内容存档于2019-03-28） （日语）.
7. ↑  . 東日本旅客鐵道.   [2019-02-10]. （原始内容存档于2019-03-28） （日语）.
8. ↑  . 東日本旅客鐵道.   [2019-02-10]. （原始内容存档于2019-03-28） （日语）.
9. ↑  . 東日本旅客鐵道.   [2019-02-10]. （原始内容存档于2019-03-28） （日语）.
10. ↑  . 東日本旅客鐵道.   [2019-02-10]. （原始内容存档于2019-03-28） （日语）.
11. ↑  . 東日本旅客鐵道.   [2019-02-10]. （原始内容存档于2019-03-28） （日语）.
12. ↑  . 東日本旅客鐵道.   [2019-02-10]. （原始内容存档于2019-03-28） （日语）.
13. ↑  . 東日本旅客鐵道.   [2019-02-10]. （原始内容存档于2019-03-28） （日语）.
14. ↑  . 東日本旅客鐵道.   [2019-02-10]. （原始内容存档于2019-03-28） （日语）.
15. ↑  . 東日本旅客鐵道.   [2019-02-10]. （原始内容存档于2019-03-28） （日语）.
16. ↑  . 東日本旅客鐵道.   [2019-02-10]. （原始内容存档于2019-03-23） （日语）.
17. ↑  . 東日本旅客鐵道.   [2019-02-10]. （原始内容存档于2019-03-28） （日语）.
18. ↑  . 東日本旅客鐵道.   [2019-02-10]. （原始内容存档于2019-03-21） （日语）.
19. ↑  . 東日本旅客鐵道.   [2019-07-18]. （原始内容存档于2019-07-05） （日语）.

## 外部連結
- 車站資訊（宮城野原）：東日本旅客鐵道（日語）